# Марция (съпруга на Марк Атилий Регул)
Вижте пояснителната страница за други личности с името Марция.
Марция (на латински: Marcia) e съпруга на Марк Атилий Регул, политик и генерал на Римската република през Първата пуническа война. Той е син на Марк Атилий Регул (консул 294 пр.н.е.) и консул през 267 пр.н.е. и суфектконсул 256 пр.н.е.
Двамата са родители на Марк (консул 227 пр.н.е.) и на Гай (консул 225 пр.н.е.) и на една дъщеря. Когато съпругът ѝ попада в плен в Битката при Тунис (255 г. пр.н.е.) и през 250 пр.н.е. убит, тя си отмъщава на картагенците.